# Mariä Heimsuchung (Heusweiler)

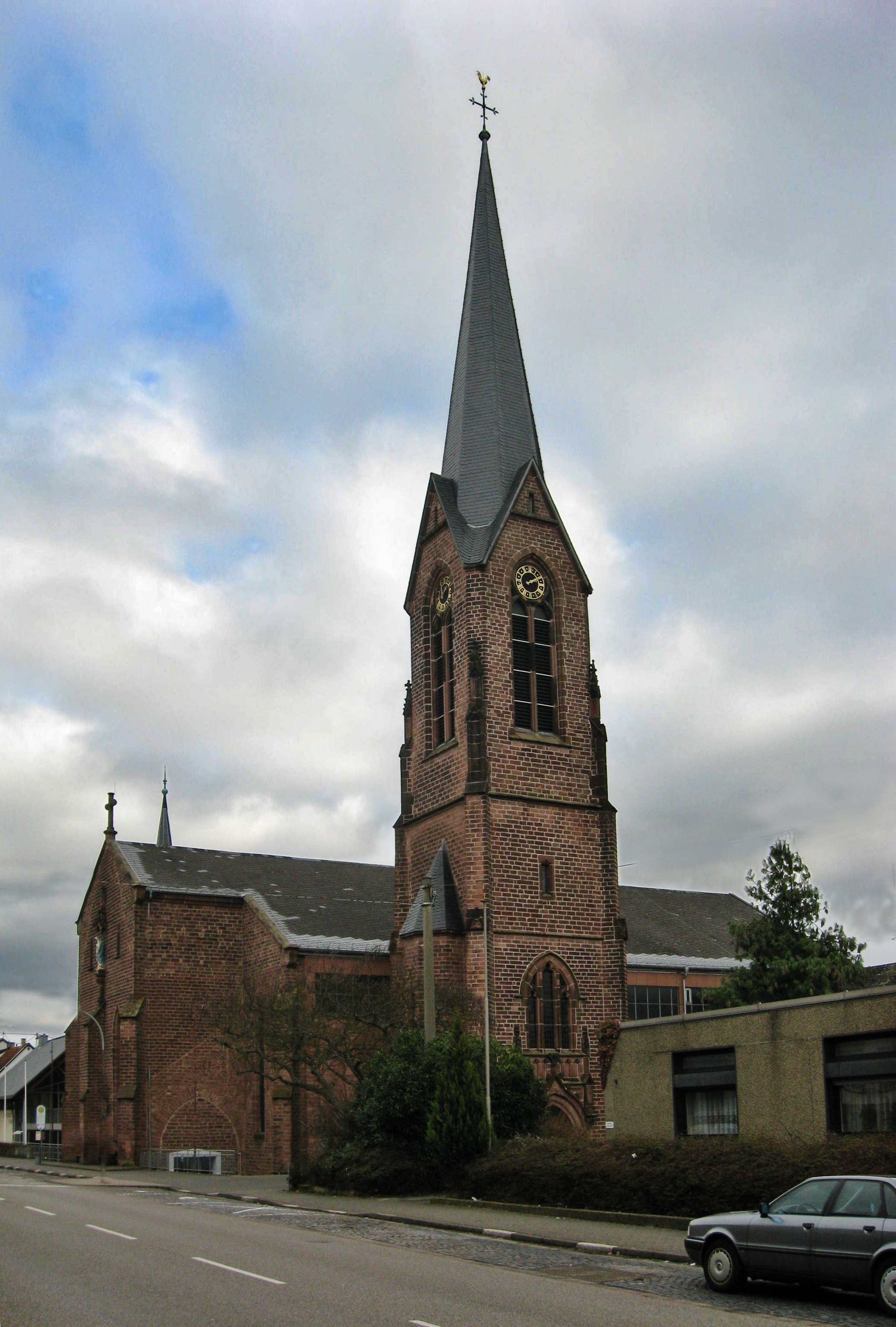
Die katholische Pfarrkirche Mariä Heimsuchung in Heusweiler

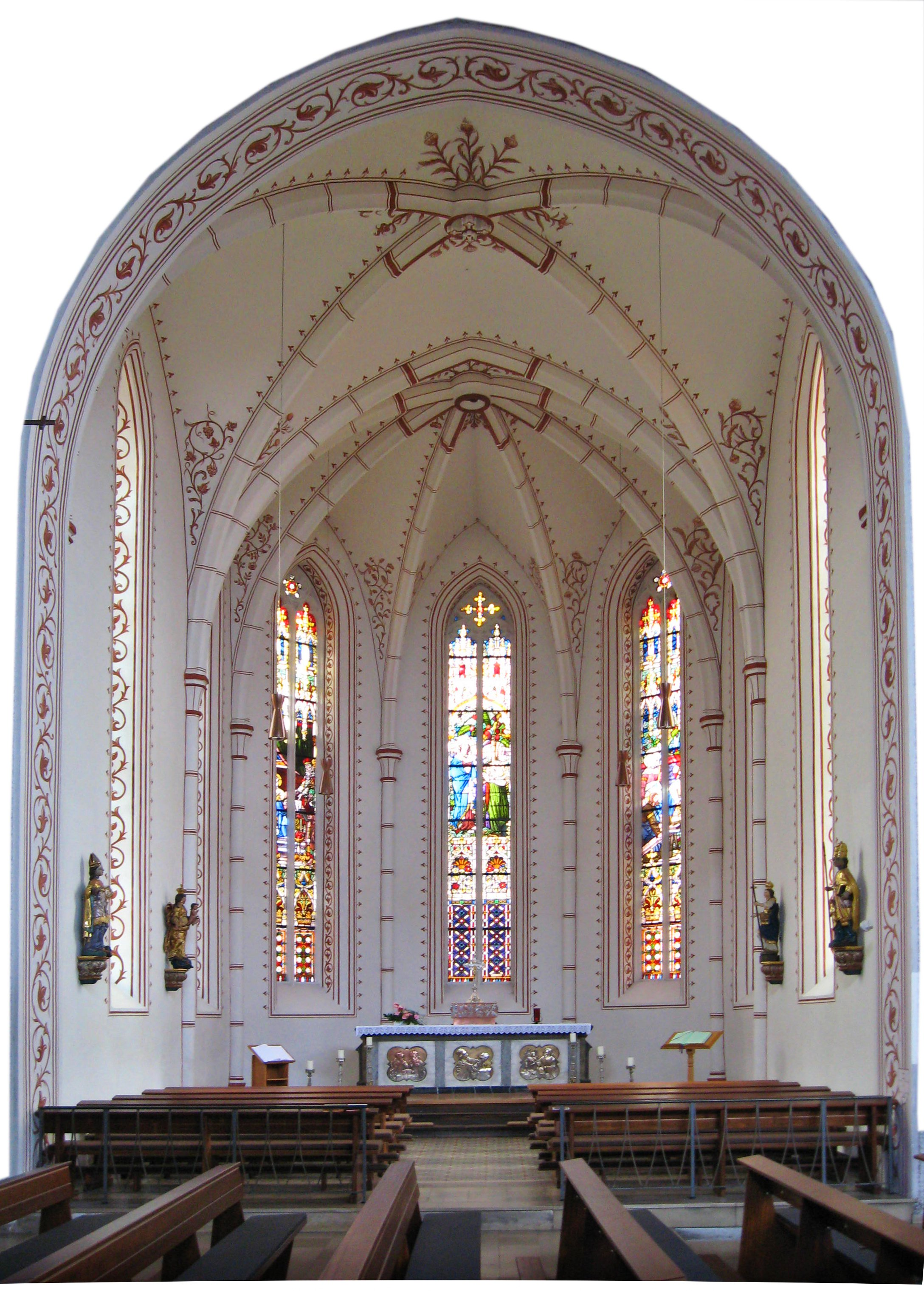
Ehemaliger Chorraum

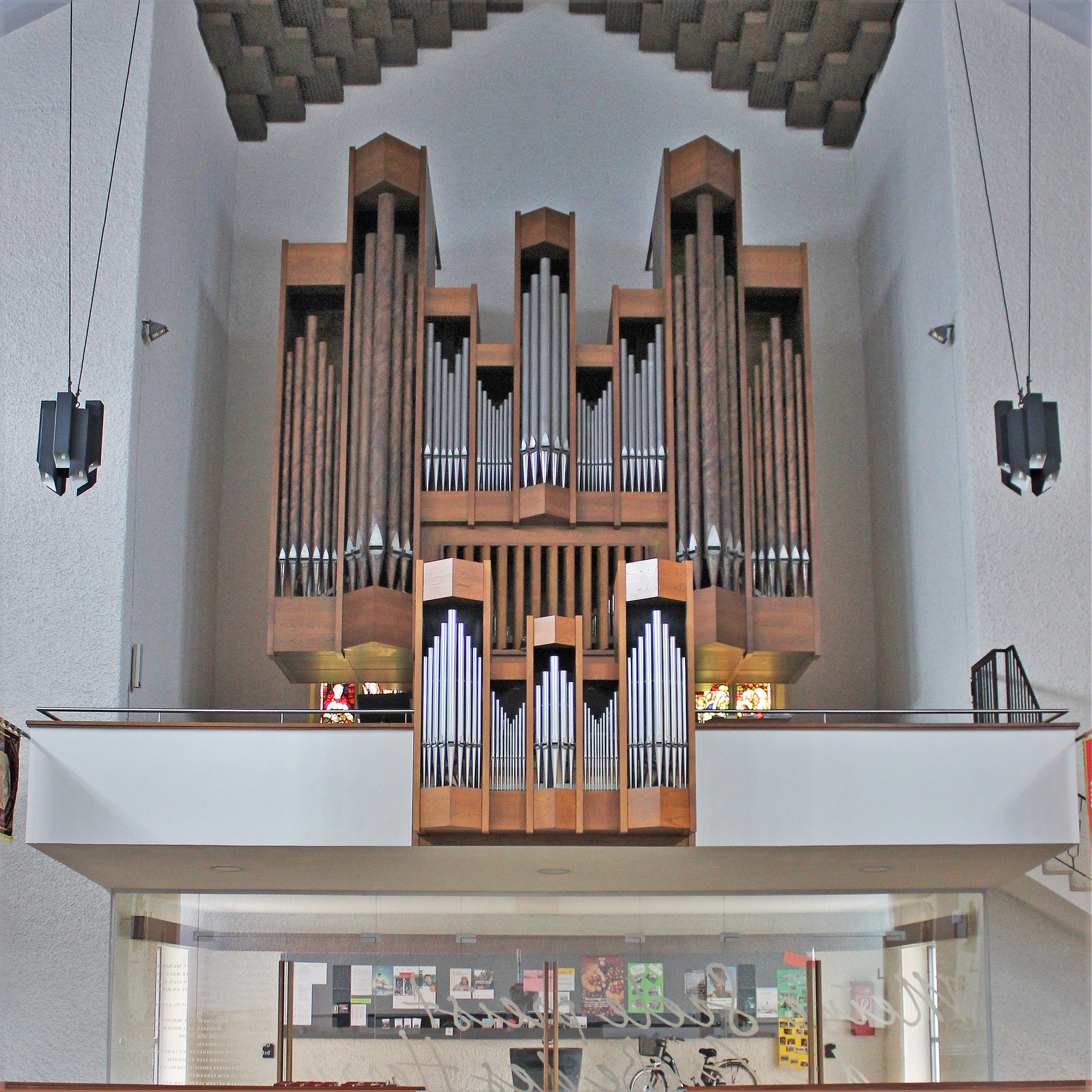
Orgelprospekt

Die Kirche Mariä Heimsuchung ist eine katholische Pfarrkirche im saarländischen Heusweiler, Regionalverband Saarbrücken. Sie ist der Geschichte aus dem Marienleben von der Begegnung mit Elisabet gewidmet. Patrozinium ist das Fest Mariä Heimsuchung (Visitatio Mariæ). In der Denkmalliste des Saarlandes ist die Kirche als Einzeldenkmal aufgeführt.

## Geschichte

### Pfarrei
Heusweiler gehörte vermutlich ursprünglich zur Pfarrei Köllerbach, da außer der Martinskirche in Kölln (heute Ortsteil von Köllerbach) kein anderes Gotteshaus der Umgebung eine frühere Erwähnung fand.
Im 14. Jahrhundert wurde in Heusweiler eine eigene Kirche gebaut, deren Chor sich bis heute als Teil der evangelischen Kirche erhalten hat. Das Kirchengebäude wurde als Stiftung der Grafen von Saarbrücken genannt und war dem heiligen Martin geweiht. Im Jahr 1330 wurde die Pfarrei Huswillre zum ersten Mal in der Taxa generalis (Verzeichnis des Besitzes des Erzbistums Trier) erwähnt, wobei die Grafen von Saarbrücken im Besitz der Kollatur waren. Nach einem Befehl von Papst Bonifatius IX. vom 22. November 1398 übertrug der Propst des Trierer Simeonstiftes dem Archidiakon Petrus, Sohn des Petrus vom Köllertal, die Heusweiler Pfarrei. Neben Heusweiler gehörten die Orte Rittershofen, Numborn, Holz, Berschweiler und Quierschied zum Pfarrbezirk Heusweiler, der dem Archidiakonat Merzig unterstellt war. Der Pfarrdienst wurde bis ins 15. Jahrhundert teilweise von den Prämonstratensern der Abtei Wadgassen versehen. 1575 wurde in der Grafschaft Saarbrücken die Reformation eingeführt. Somit durften nur noch Gottesdienste nach protestantischer Vorschrift stattfinden.
Im Zuge der Reunionspolitik in der zweiten Hälfte des 17. Jahrhunderts, durch die Heusweiler unter französische Herrschaft kam, verfügte der königliche Intendant Antoine Bergeron de la Goupillière im Jahre 1684 die gemeinsame Nutzung von Gotteshäusern durch Protestanten und Katholiken in denjenigen Orten mit nur einem Kirchengebäude. Damit wurde die Heusweiler Kirche in der Folge Simultankirche. Im Jahr 1688 gab es wieder katholische Familien in Heusweiler. Zunächst wurden die Heusweiler Katholiken vom Pfarrer von Eiweiler betreut, bevor 1718 die Abtei Wadgassen die Betreuung von Heusweiler als eigene Pfarrei, zusammen mit neun weiteren Ortschaften, übernahm. Das Simultaneum wurde 1863 mit der Einweihung der neu erbauten katholischen Pfarrkirche Mariä Heimsuchung beendet.

### Kirchengebäude
Das heutige Kirchengebäude wurde in den Jahren 1862–63 nach Plänen des Architekten Carl Friedrich Müller (Saarlouis) im Stil der Neugotik erbaut. Die Konsekration erfolgte am 6. Oktober 1863.
1898/99 erfolgte eine Erweiterung der Kirche durch die Errichtung eines Glockenturmes, für dessen Entwurf der Architekt Wilhelm Hector (Saarbrücken-St. Johann) verantwortlich zeichnete.
Von 1955 bis 1966 kam es zu Um- und Neubaumaßnahmen, bei denen anstelle des alten Kirchenschiffes eine neue große Halle und eine Krypta entstand. Die Pläne hierfür stammten von dem Architekten H. Erb (Heusweiler). Der Turm und der Chor waren von den Maßnahmen nicht betroffen. Auch die Nordfassade des alten Schiffes zur Trierer Straße hin blieb weitgehend erhalten. Durch die Um- und Neubaumaßnahmen ist die Kirche nicht mehr nach Osten, sondern nach Süden ausgerichtet.
In den Jahren 1990 bis 1993 wurde das Gotteshaus Restaurierungen unterzogen. Nach Plänen des Architekten Willi Latz (Köllerbach) erfolgten 2007 weitere Restaurierungs- und Umbaumaßnahmen, den Altarraum betreffend.

## Ausstattung
Zur Ausstattung der Kirche gehören 14 Kreuzwegstationen  von 1962, zwei große Fenster von 1962 bis 1963 sowie eine Emailtür von 1964 bis 1965, die Glasmaler und Architekt György Lehoczky (Saarbrücken) entwarf. Glasmaler Ferdinand Selgrad (Spiesen-Elversberg) entwarf ein 8 × 8 Meter großes Altarbild in Form eines Mosaikkreuz mit dem Abendmahlmotiv.
Bildhauer Hans Rams (Niederbreitbach) zeichnete 2007 für die künstlerische Neugestaltung des Altarraums verantwortlich, für die ein Altar aus dunkelgrauem Eifelbasalt, unter Wiederverwendung der Tischplatte des alten Altars, ein Ambo, Sedilien, und ein Taufbecken entworfen wurden.
Die spätbarocken Holzfiguren stammen ursprünglich aus der Kirche der Abtei Wadgassen. Die um 1770 entstandenen Figuren zeigen u. a.  „Maria auf der Weltenkugel“,  den heiligen Urban, die heilige Helene und den heiligen Norbert. Der wertvollste Gegenstand sakraler Kunst in der Kirche ist die Heimsuchungsgruppe, die aus der Zeit vor 1500 stammt.

## Orgel
Die Orgel der Kirche wurde 1983 von der Orgelbaufirma Hugo Mayer (Heusweiler) erbaut. Das Schleifladen-Instrument verfügt über 36 Register, verteilt auf 3 Manuale und Pedal. Die Spieltraktur ist mechanisch, die Registertraktur ist elektrisch. Die Disposition lautet wie folgt:
| I Rückpositiv C–g3 |             |       |
| 1.                 | Weitgedackt | 8′    |
| 2.                 | Prästant    | 4′    |
| 3.                 | Rohrflöte   | 4′    |
| 4.                 | Gemshorn    | 2′    |
| 5.                 | Larigot     | 1 ⁄3′ |
| 6.                 | Oktävlein   | 1′    |
| 7.                 | Scharff III | 2⁄3′  |
| 8.                 | Cromorne    | 8′    |
|                    | Tremulant   |       |

| II Hauptwerk C–g3 |              |       |
| 9.                | Bordun       | 16′   |
| 10.               | Prinzipal    | 8′    |
| 11.               | Koppelflöte  | 8′    |
| 12.               | Oktave       | 4′    |
| 13.               | Kleingedackt | 4′    |
| 14.               | Superoktave  | 2′    |
| 15.               | Mixtur IV    | 1 ⁄3′ |
| 16.               | Cymbel III   | 1⁄2′  |
| 17.               | Cornett V    | 8′ D  |
| 18.               | Trompete     | 8′    |

| III Schwellwerk C–g3 |               |           |
| 19.                  | Holzprinzipal | 8′        |
| 20.                  | Salicional    | 8′        |
| 21.                  | Vox coelestis | 8′ (ab c) |
| 22.                  | Prinzipal     | 4′        |
| 23.                  | Nachthorn     | 4′        |
| 24.                  | Nazard        | 2 ⁄3′     |
| 25.                  | Waldflöte     | 2′        |
| 26.                  | Terz          | 1 3⁄5′    |
| 27.                  | Mixtur IV-V   | 2′        |
| 28.                  | Dulcian       | 16′       |
| 29.                  | Hautbois      | 8′        |
|                      | Tremulant     |           |

| Pedal C–f1 |                   |        |
| 30.        | Prinzipal         | 16′    |
| 31.        | Subbaß            | 16′    |
| 32.        | Oktavbaß          | 8′     |
| 33.        | Holzgedackt       | 8′     |
| 34.        | Choralbaß         | 4′     |
| 35.        | Baßsesquialter II | 5 1⁄3′ |
| 36.        | Posaune           | 16′    |

- Koppeln: I/II, III/II, III/I, I/P, II/P, III/P
- Spielhilfen: 2 freie Kombinationen